# Camille K
Camille K, nascida com o nome de Carlos Alves (Rio de Janeiro, 7 de setembro de 1945 — Rio de Janeiro, 12 de fevereiro de 2024), foi uma atriz brasileira. Camille K começou a atender por esse nome na década de 60 quando se descobriu uma mulher trans. Além de atriz, também era cabeleireira e empresária, residia em Copacabana, no Rio de Janeiro, permanecendo casada desde 2005.

## Biografia

### Década de 1960
No final dos anos 60, inaugurou o seu segundo salão de beleza — Carlinhos I (1.°) Coiffeur, localizado no Hotel Savoy na avenida Nossa Senhora de Copacabana, em Copacabana, no Rio de Janeiro. Após amizade com os colunistas Ibrahim Sued e Nina Chaves conquistou a sociedade carioca.

### Década de 1970
Nos anos 70, já assumindo o figurino feminino, deu início a carreira de atriz de teatro. Em 1972, fez o primeiro show, na Boate Carrossel, onde apresentou o show e também cantava repertório variado. No mesmo ano, estreia um show no Teatro Rival sob direção de Yang (Companhia Walter Pinto) cantando repertório de Marlene.
Em 1973, fez a peça “As bonecas Também Podem” no Teatro Brigitte Blair sob a direção de Ciro Barcelos.
Em 1974, fez apresentações na Boate Gaivota (Barra da Tijuca) cantando repertório de Marlene como cover da mesma Boite ZigZag (Leblon), estando nesta por volta de dois anos cantando repertório de Marlene e realizando quatro autoproduções com repertório musical variado. Tendo a participação de Isolda Cresta (atriz) em uma dessas.
em 1975, passa a fazer parte da Companhia Teatral Brigitte Blair, estando contratada por dez anos, atuando em diversas produções da casa.

### Década de 1980
Nos anos 80, se alternando entre o salão de beleza e os palcos de teatro, em paralelo abre uma boate, a Boate Shinity na Zona Sul do Rio, em Botafogo. Estrelas como Elba Ramalho e Emílio Santiago chegaram a se apresentar na casa. Em 1985, deixou a Companhia Teatral Brigitte Blair e estreia a peça “As Panteras do Posto 6” no Teatro Alaska, em Copacabana. No mesmo ano, passa a integrar o elenco do show “Os Leopardos” ao lado de Eloyna (apresentadora e produtora do show).
Em 1986, se autoproduz e dirige no show “O Samba Rasgado” que tem sua estreia no Teatro Tereza Raquel, em Copacabana. Havendo várias apresentações deste mesmo show em outros espaços do Rio de Janeiro, tendo se encerrado em 1990.

### Década de 1990
Em 1992, foi convidada por Miguel Falabella a participar da peça “O Coração do Brasil”, esteve em cartaz por dois anos viajando por diversos estados brasileiros. Miguel recorre às suas memórias da adolescência, ambientando a história da peça no Cinema Itamar da Ilha do Governador, local onde o autor passou boa parte da sua infância e adolescência. no elenco estavam também: Maria Padilha, Thales Pan Chacon, Analu Prestes, Stella Freitas, Renato Reston e Jacqueline Laurence.
Em 1995, novamente é convidada por Miguel Falabella a interpretar, desta vez um papel mais expressivo, na peça "A Pequena Mártir de Cristo Rei". Camille da vida a mártir Gilda, uma transexual, que se interna em uma clínica para realizar mudança de sexo, lá se depara com a madre superiora Mamére (Débora Duarte), juntamente com a chefe da psiquiatria, Drª. Úrsula (Scarlet Moon) e Rômulo (Edson Fieschi), que formam uma quadrilha de torturadores. Remo (Leonardo Vieira), neto de dona Prudência (Eva Todor), também sofre nas mãos da gangue, que no fim se descobre sobrinho de Gilda amparando-a após ser alvejada por tiros disparados pela Drª. Úrsula. Tássia Camargo interpreta a enfermeira Elizete, escrita por Maria Carmem Barbosa e Miguel Falabella e direção de Miguel Falabella.
Em 1997 é creditada como Kamilly ao interpretar a soprano Shirley no seriado A Justiceira, episódio  "Cinzas no Planalto".

### Década de 2000
Em 2004, convidada por Jane di Castro, a participar do show "Divinas Divas" ao lado de Rogéria, Valéria, Marquesa, Brigitte de Búzios, Fugika de Holiday e Eloyna dos Leopardos. Na década seguinte, Leandra Leal (atriz e produtora) registra seus 50 anos de carreira no documentário Divinas Divas que estreou nos cinemas, em 2016.

### Morte
A atriz morreu em 12 de fevereiro de 2024, aos 78 anos de idade, no Rio de Janeiro. A causa da morte não foi divulgada.

## Presente nos livros
- Na Sobremesa da Vida - Emiliano Queiroz- de Maria Leticia, Ed. Imprensa Oficial[6]
- Zozô Vulcão - Isolda Cresta - de Luis Sergio Lima e Silva, Ed. Imprensa Oficial[7]
- Querido Mundo e Outras Peças - de Maria Carmem Barbosa e Miguel Falabella, Ed. Lacerda[8]
- A Incomparável - Cantora Marlene - de Diana Aragão, Imprensa Oficial[9]